# 정주 정씨
정주 정씨(貞州 鄭氏)는 개성시 개풍구역을 본관으로 하는 한국의 성씨이다. 시조는 고려에서 문과에 급제해 낭장(郎將)을 지낸 정문청(鄭文淸)이다.

## 참고 자료
- “정주정씨(貞州鄭氏)”. 뿌리를 찾아서.[깨진 링크(과거 내용 찾기)]